# Спека (фільм, 2006)
«Спека» (рос. Жара, ЖАRА) — кінофільм режисера Резо Гігінеішвілі, що вийшов на екрани в 2006 році.
В Україні фільм заборонений до показу із 31 листопада 2014 року через незаконні дії актора фільму Михайла Пореченкова.

## Зміст
Москва, спекотний день літа 2006. Четверо шкільних друзів — Олексій, що повернувся з армії, Костя — син багатих батьків, що відучився в Лондоні, Артур — амбітний актор-початківець і репер Тіматі — зустрічаються після довгої розлуки. Вони ще не підозрюють, що ця зустріч круто змінить життя кожного з них. В круговороті столичного життя сплітаються десятки сюжетів і людських доль: один з приятелів знаходить свою любов, інший знаходить себе в професії, третій отримує відповіді на питання, що давно його мучили.

## Ролі
| Актор               | Роль                    |
| ------------------- | ----------------------- |
| Агнія Дітковскіте   | Настя                   |
| Артур Смольянінов   | Артур                   |
| Костянтин Крюков    | Костя                   |
| Олексій Чадов       | Олексій                 |
| Тіматі              | Тіматі                  |
| Тигран Кеосаян      | продавець квітів        |
| Анастасія Кочеткова | дівчина з фотоапаратом  |
| Ігор Вєрник         | співробітник кіностудії |
| Ірина Скобцева      | -                       |
| Федір Бондарчук     | режисер                 |
| Леонід Громов       | міліціонер              |

## Знімальна група
- Режисер і сценарист — Резо Гігінеішвілі
- Продюсери — Олександр Роднянський, Федір Бондарчук, Дмитро Рудовський

## Заборона показу та поширення в Україні
В кінці листопада 2014 року актор фільму Михайло Пореченков здійснив незаконну поїздку в непідконтрольний Україні Донецьк, де разом з терористами ДНР стріляв ймовірно по позиціях українських військових у Донецькому аеропорту. Служба безпеки України також запідозрила актора у розстрілах мирних мешканців Донецька. Після розголосу цих подій зчинився скандал. Активісти кампанії «Бойкот російського кіно» вимагали заборонити в Україні фільми за участю Михайла Пореченкова. 31 листопада 2014 року Державне агентство України з питань кіно за поданням Міністерства культури України та Служби безпеки України скасовує дозволи на розповсюдження та показ 69-ти фільмів і телесеріалів за участю Михайла Пореченкова, серед яких і фільм «Жара».